# Carl Eric Carlsson
Carl Eric Carlson, född 26 december 1828 i Köpings landsförsamling, Västmanlands län, död 13 oktober 1880 i Enköping (folkbokförd i Köpings landsförsamling, Västmanlands län), var en svensk kommunalordförande, godsägare och riksdagsledamot. Carl Erik Carlson var son till riksdagsmannen i bondeståndet, rusthållaren Carl Ersson på Väster Vreta gård, Köping, och Charlotta Garff. Född Carlsson antog han på 1850-talet släktnamnet Carlson, som behölls av hans ättlingar fram till 1968 då de antog efternamnet Ulväng. Han övertog Väster Vreta gård i Köpings landsförsamling efter faderns död 1857 men inköpte 1861 Ullvi gård i Köping, 1874 Kullinge gård i Björskog och 1878 Grönö säteri i Björskog. I äktenskapet med Katarina Lovisa Wallmo föddes åtta barn, varav sju nådde vuxen ålder.  Dottersöner var Eric Wesström och Waldemar Wesström. En sonsons sonson är Magnus Ulväng.    
Som politiker var Carl Eric Carlsson ledamot av riksdagens första kammare 1875–1878, invald i Västmanlands läns valkrets.
Hans farfars bror, rusthållare Anders Persson i Dömsta, Bro socken, Västmanland, var riksdagsman i bondeståndet 1815 och 1817–1818.  Dennes sonson Gustaf Carlsson, Carl Eric Carlsons syssling, var riksdagsman i andra kammaren 1876–1881.